# Rainer Zitelmann
Rainer Zitelmann (Francoforte sul Meno, 14 giugno 1957) è uno storico, giornalista e manager tedesco.

## Biografia
Figlio del teologo tedesco Arnulf Zitelmann, abbraccia in giovane età la dottrina del Maoismo. Tra il 1978 e il 1986, studiando storia e scienze politiche presso l'Università tecnica di Darmstadt, diventa marxista.
Consegue il titolo di dottore di ricerca, con valutazione summa cum laude, con una dissertazione sugli obiettivi sociali, economici e politici di Hitler, dal titolo Hitler: Selbstverständnis eines Revolutionärs, realizzata sotto la supervisione dello storico tedesco Karl Otmar von Aretin. La traduzione italiana è edita da Laterza nel 1991, mentre nel 2000 la ricerca è pubblicata in lingua inglese, presso la London House, con il titolo Hitler: The Politics of Seduction.
Tra il 1987 e il 1992, Zitelmann lavora come professore assistente all'Università libera di Berlino. Dal 1992 e il 1993 è stato curatore editoriale e membro del comitato esecutivo per la casa editrice Ullstein und Propyläen. Si è quindi trasferito nel maggior quotidiano tedesco, Die Welt, dove è stato a capo della sezione intitolata Pensiero contemporaneo. Zitelmann è più tardi al dipartimento di Storia contemporanea del giornale, prima di trasferirsi nella sua sezione Proprietà immobiliari.
Nel 2000 fonda la Dr.ZitelmannPB.GmbH, che ha portato a essere la società di consulenza per le pubbliche relazioni leader nel mercato dell'immobiliare tedesco. Ha ceduto l'impresa - che cambia nome in PB3C - nel 2016.
A partire dal 2011 Zitelmann ha pubblicato numerosi libri di imprenditorialità e finanza. Il suo libro Dare To Be Different And Grow Rich è stato tradotto in 10 lingue.
Nel 2016, sotto la supervisione di Wolfgang Lauterbach, della facoltà di Economics and Social Sciences dell'Università di Potsdam, Zitelmann ha completato il suo secondo dottorato di ricerca, con valutazione magna cum laude, presentando una tesi sulla psicologia dell'uomo ricchissimo. Lo studio è stato pubblicato in Germania  nel 2017 e in lingua inglese nel 2018, con il titolo The Wealth Elite.
Nello stesso periodo ha pubblicato un libro sulla storia del capitalismo, pubblicato in italiano nel 2020 dalla casa editrice dell'Istituto Bruno Leoni con il titolo La forza del capitalismo. Un viaggio nella storia recente di cinque continenti.

## Attività storiografica

### Hitler e le sue politiche
Nella sua prima tesi dottorale, Rainer Zitelmann ha usato un'ampia gamma di fonti per decostruire i messaggi e gli obiettivi di Adolf Hitler, in particolare le sue politiche sociali, economiche e domestiche. Un'intuizione della sua ricerca riguarda il fatto che Hitler si fosse concentrato in modo intenso sulle questioni di politica sociale ed economica: in questo modo Zitelmann dimostra come le motivazioni anticapitalistiche e rivoluzionarie giocassero un ruolo chiave nella visione del mondo del Führer, più di quanto non fosse stato ipotizzato in precedenza.
Zitelmann rigetta anche la tesi, prevalente nell'opinione degli studiosi, che l'obiettivo ultimo di Hitler fosse quello di restaurare una utopia agraria pre-moderna. La sua ricerca dimostra l'esatto opposto, ovvero che Hitler fosse uno fedele sostenitore della società industriale moderna e, per certi versi, avesse anche ammirato gli Stati Uniti d'America. Pertanto, la modernizzazione innescata dal nazionalsocialismo non sarebbe stata "involontaria", come sostenuto in precedenza dalla storiografia, bensì voluta da Hitler.

### Lastoricizzazionedel Nazionalsocialismo
La sua attività storiografica ha suscitato polemiche con la pubblicazione dell'antologia Schatten der Vergangenheit, che ha curato insieme a Eckhard Jesse e Uwe Backes. Nella loro antologia, gli studiosi hanno l'obiettivo dichiarato di seguire l'appello formulato da Martin Broszat, nel 1985, per la storicizzazione del nazionalsocialismo. Come sottolineano nella loro introduzione, i curatori hanno lo scopo di "oggettivare l'esame dell'era nazista". [...] Solo una storiografia enfaticamente sobria e priva di echi moralizzanti può creare le basi per valutare le conseguenze storiche e politico-morali dei crimini di massa commessi dal nazionalsocialismo".

## Studi sociologici

### L'élite e la psicologia del super-ricco
Nel 2017, le ricerche di Zitelmann sugli individui con un patrimonio di decine e centinaia di milioni di dollari sono confluite in The Wealth Elite. Il libro è uno studio innovativo sulla psicologia dei super-ricchi, che si basava, in parte, sulle testimonianze approfondite di 45 individui eccezionalmente facoltosi. Lo studio ha assunto la forma di uno studio di scienze sociali con approccio qualitativo, poiché non esistono coorti sufficientemente ampie e rappresentative per uno studio quantitativo del fenomeno.
La maggior parte degli intervistati dello studio era composta da self-made men multimilionari. Lo studio mostra che un'alta percentuale dei super-ricchi era impegnata in attività imprenditoriali già ai tempi della scuola e/o dell'università. Uno dei risultati più sorprendenti dello studio è che una grandissima parte dei super-ricchi erano atleti altamente competitivi in gioventù.
Al contrario, il loro rendimento scolastico non ha giocato un ruolo decisivo nel livello di ricchezza raggiunto: il quartile più alto degli intervistati (patrimonio compreso tra 330 milioni e 3,3 miliardi di dollari) aveva addirittura più esponenti senza laurea che il quartile inferiore (patrimonio tra 11 e 33 milioni di dollari). Nel loro processo decisionale, gli intervistati ultra-ricchi di Zitelmann tendevano ad agire in modo intuitivo piuttosto che analitico.
Lo studio ha rilevato che le conoscenze implicite acquisite in seguito ad esperienze di apprendimento implicite - spesso informali - hanno svolto un ruolo molto più significativo rispetto all'istruzione accademica. Tutti gli intervistati hanno completato un test di personalità Big Five. Questo ha rivelato che la coscienza è un tratto particolarmente forte e il nevroticismo un tratto particolarmente debole. Anche l'estroversione e l'apertura a nuove esperienze erano tratti pronunciati. Ciò conferma i risultati delle ricerche precedenti.
Per contro, Zitelmann rileva che la ricerca ha finora sottovalutato il ruolo delle capacità di vendita nel successo finanziario dei super-ricchi. Gli stessi intervistati hanno valutato l'importanza delle capacità di vendita in modo estremamente positivo. La maggior parte degli intervistati facoltosi di Zitelmann ha superato notevoli battute d'arresto e crisi nel momento in cui ha costruito la sua ricchezza - e dalle interviste è emerso che ci sono molte somiglianze nel modo di affrontare le sconfitte. Uno dei risultati chiave della ricerca è che molti tra i self-made men sono degli anticonformisti assoluti, che sono andati ripetutamente contro l'opinione dominante e per questa ragione sono stati in grado di costruire la loro ricchezza.

### Stereotipi e pregiudizi contro i ricchi
Nel 2020 è stato pubblicato il libro di Zitelmann The Rich in Public Opinion. Nel volume, Zitelmann critica il fatto che la ricerca accademica sul pregiudizio abbia finora trascurato di indagare il pregiudizio contro una particolare minoranza: i ricchi. Il suo libro si basa su un'indagine internazionale condotta dall'Allensbacher Institute e da Ipsos Mori in Germania, Stati Uniti, Gran Bretagna e Francia.
Sulla base del sondaggio, gli intervistati sono stati assegnati a uno dei tre gruppi: "invidiatori sociali", "non invidiatori" e "ambivalenti". Emerge che gli invidiatori sociali rappresentano il 33% della popolazione della Germania, il 34% in Francia, il 20% negli Stati Uniti e il 18% in Gran Bretagna.
Zitelmann ne deriva un coefficiente di invidia sociale, che indica il rapporto tra gli invidiatori sociali e i non invidiatori in un dato paese. Un valore pari a 1,0 indica che il numero di invidiatori sociali e di non invidiatori abitanti si equivale. Un valore inferiore a 1,0 significa che il numero dei non-invidiatori è superiore al numero degli Invasori sociali. Di conseguenza, risulta che l'invidia sociale è più alta in Francia a 1,26, seguita dalla Germania a 0,97. Il fenomeno è invece significativamente più basso negli Stati Uniti (0,42) e in Gran Bretagna (0,37).
L'accuratezza nella definizione di questi tre gruppi si può notare soprattutto nelle risposte chiaramente divergenti fornite da parte degli invidiatori sociali e dei non invidiatori a decine di domande poste dall'indagine. I tratti più frequentemente attribuiti ai ricchi, da parte degli invidiatori, sono quelli di: egocentrico, spietato, materialista, arrogante, avido, avido, freddo e superficiale. Al contrario, i tratti più frequentemente attribuiti ai ricchi dai non-invidiatori sono: laborioso, intelligente, audace, fantasioso e visionario.

## Attività giornalistica
Rainer Zitelmann scrive per numerose testate europee e americane, inclusi i giornali tedeschi Die Welt e FAZ, lo svizzero Neue Zürcher Zeitung e il quotidiano britannico The Daily Telegraph. Scrive anche come columnist, a cadenza settimanale, per la versione statunitense del sito Forbes.com. Gli argomenti principali del suoi articolo sono la difesa del capitalismo e temi correlati alla ricerca della ricchezza.
Nel luglio 2020 inizia una collaborazione con il quotidiano online italiano Linkiesta.

## Attività politica
Dal 1994 Rainer Zitelmann è membro del Freie Demokratische Partei, partito di orientamento liberale tedesco.

## Libri
- Hitler. Selbstverständnis eines Revolutionärs. Berg, Hamburg 1987.
- Adolf Hitler. Eine politische Biographie. Musterschmidt, Göttingen 1989, ISBN 3-7881-0135-0.
- Adenauers Gegner. Streiter für die Einheit. Straube, Erlangen 1991, ISBN 3-927491-35-7.
- Wohin treibt unsere Republik? Ullstein, Frankfurt/M. 1994, ISBN 3-548-36641-4.
- Buchgesellschaft, Darmstadt 1999, ISBN 3-534-14460-0.
- Reich werden mit Immobilien. Direktinvestment, Immobilienfonds, Immobilienaktien. Haufe-Verlag, Planegg 2002, ISBN 3-448-05123-3.
- Vermögen bilden mit Immobilien. Sicher anlegen und Steuern sparen mit; Eigentumswohnungen, Mietshäusern, Immobilienfonds. Haufe-Verlag, Planegg 2004, ISBN 3-448-06356-8.
- Die Macht der Positionierung. Kommunikation für Kapitalanlagen. Immobilien Informationsverlag, Köln 2005, ISBN 3-89984-137-9.
- Setze dir größere Ziele! Die Erfolgsgeheimnisse der Sieger. Berlin 2011, ISBN 978-3-942821-00-1.
- Kommunikation ist Chefsache. Berlin 2012, ISBN 978-3-942821-12-4.
- Worte des Erfolges. Berlin 2012, ISBN 978-3-942821-09-4.
- Erfolgsfaktoren im Kraftsport: Mehr Muskeln mit Kompakttraining, Intensitätstechniken & mentaler Programmierung. Novagenics Verlag, Arnsberg 2014, ISBN 978-3-929002-52-2.
- Reich werden und bleiben: Ihr Wegweiser zur finanziellen Freiheit. FinanzBuch Verlag, München 2015, ISBN 978-3-89879-920-1.
- Psychologie der Superreichen. Das verborgene Wissen der Vermögenselite. FinanzBuch Verlag, München 2017, ISBN 978-3-95972-011-3.
- Wenn Du nicht mehr brennst, starte neu!: Mein Leben als Historiker, Journalist und Investor. FinanzBuch Verlag, München 2017, ISBN 978-3-95972-031-1.
- Kapitalismus ist nicht das Problem, sondern die Lösung. Eine Zeitreise durch fünf Kontinente. Finanzbuch Verlag, München 2018, ISBN 978-3-95972-088-5.
- Die Gesellschaft und ihre Reichen: Vorurteile über eine beneidete Minderheit. FinanzBuch Verlag, München, 2019, ISBN 978-3-95972-163-9.
- The Rich in Public Opinion: What We Think When We Think about Wealth. Cato Institute, Washington, D.C., 2020, ISBN 978-1948647670.
- Hitler's National Socialism. Management Books 2000, Oxford 2022, ISBN 978-1-852-52790-7
- El Odio a Los Ricos, El Mercurio, Santiago 2023, ISBN 978-956-6260-05-9.

### Curatele
- (a cura di, con Uwe Backes e Eckhard Jesse:) Die Schatten der Vergangenheit. Impulse zur Historisierung des Nationalsozialismus. Ullstein, Frankfurt/M. 1990, ISBN 3-549-07407-7.
- (a cura di, con Michael Prinz:) Nationalsozialismus und Modernisierung. Wissenschaftliche Buchgesellschaft, Darmstadt 1991, ISBN 3-534-10886-8.
- (a cura di, con Karlheinz Weißmann e Michael Großheim:) Westbindung. Chancen und Risiken für Deutschland. Propyläen Verlag, Berlin 1993, ISBN 3-549-05225-1.
- (a cura di, con Klemens von Klemperer e Enrico Syring:) „Für Deutschland“. Die Männer des 20. Juli 1944. Ullstein, Frankfurt/M. 1996, ISBN 3-548-33207-2.
- (a cura di, con Ronald Smelser e Enrico Syring) Die braune Elite. 22 biographische Skizzen. (Zwei Bände; WB-Forum, Band 37) Wissenschaftliche
- (a cura di): Investieren in Sachwerte. Berlin 2011, ISBN 978-3-942821-08-7.

### Edizioni italiane
- Hitler. Laterza, Roma, 1991, ISBN 978-88-42055-96-9.
- La forza del capitalismo: Un viaggio nella storia recente di cinque continenti, IBL Libri, 2020, ISBN 978-88-64404-27-1.
- Ricchi! Borghesi! Ancora Pochi mesi! Come e perché condanniamo chi ha i soldi, IBL Libri, 2021, ISBN 978-88-6440-462-2.
- Elogio del capitalismo - Dieci miti da sfatare, IBL Libri, 2023, ISBN 978-88-6440-477-6.

## Films de et avec Rainer Zitelmann
- Life Behind the Berlin Wall[8] (Awarded the “Audience Choice Award for Short Films” at the Anthem Film Festival 2022)
- Poland: From Socialism to Prosperty[9]
- Vietnam - Beating Poverty with Market Economy[10] (Awarded the  "Best International Documentary Award" at the Anthem Film Festival 2025)